# Georg Kraus (Theologe)
Georg Kraus (* 9. April 1938 in Haidlfing, Kreis Landau) ist ein deutscher römisch-katholischer Theologe.

## Leben
Kraus studierte von 1959 bis 1963 Philosophie an der Philosophisch-theologischen Hochschule Passau und an der Päpstlichen Universität Gregoriana in Rom. Von 1963 bis 1966 studierte Kraus Theologie an der Universität München. 1967 wurde Kraus zum Priester geweiht. Von 1985 bis 2003 war Kraus als Professor für Dogmatik an der Universität Bamberg tätig.

## Schriften
- Vorherbestimmung. Traditionelle Prädestinationslehre im Licht gegenwärtiger Theologie. Freiburg 1977 (Ökumenische Forschungen: Soteriologische Abteilung, Band V).
- Blickpunkt Mensch. Menschenbilder der Gegenwart aus christlicher Sicht. München 1983.
- Selig seid ihr ... Die Seligpreisungen der Bergpredigt heute. Freising 1983.
- Gotteserkenntnis ohne Offenbarung und Glaube? Natürliche Theologie als ökumenisches Problem. Paderborn 1987 (Konfessionskundliche und kontroverstheologische Studien, Band L).
- Schöpfungslehre I und II. Graz 1992 (Texte zur Theologie: Dogmatik 3,1 und 3,2).
- Vom Finden und Verkünden der Wahrheit in der Kirche. Beiträge zur theologischen Erkenntnislehre. Zum 60. Geburtstag Wolfgang Beinerts. Freiburg 1993.
- Gott als Wirklichkeit. Lehrbuch zur Gotteslehre. Frankfurt 1994.
- Das Heil als Gnade. In: Wolfgang Beinert: Glaubenszugänge. Lehrbuch der Katholischen Dogmatik. Band 3. Paderborn 1995, S. 157–305.
- Welt und Mensch. Lehrbuch zur Schöpfungslehre. Frankfurt 1997.
- mit Hanspeter Schmitt: Wider das Verdrängen und Verschweigen. Für eine offene Streitkultur in Theologie und Kirche. Frankfurt 1998 (BamTS 7).
- Theologie in der Universität. Wissenschaft – Kirche – Gesellschaft. Festschrift zum Jubiläum: 350 Jahre Theologie in Bamberg. Frankfurt 1998 (BamTS 10).
- Wozu noch Laien? Für das Miteinander in der Kirche. Frankfurt 2001 (BamTF 1).
- Zukunft im Dialog zwischen Theologie und Naturwissenschaft. Frankfurt 2001 (BamTF 2).
- Licht und Kraft für das Leben. Predigten über den Sinn des Glaubens. Regensburg 2003.
- Den Glauben heute verantworten. Dogmatische Perspektiven. Aufsätze und Vorträge. Frankfurt 2004 (BamTS 21).
- Jesus Christus – Der Heilsmittler. Lehrbuch zur Christologie. Frankfurt 2005.
- Die Kirche – Gemeinschaft des Heils. Ekklesiologie im Geist des Zweiten Vatikanischen Konzils. Regensburg 2012, 464 S.
- Georg Kraus, Hans Peter Hurka, Erwin Koller (Hg.): Aufbruch aus der Erstarrung. Konzilstexte vom Kirchenvolk neu kommentiert. Mit einem Geleitwort von Hans Küng. Münster 2015, 332 S.
- Dasein in Liebe – Miteinander und Füreinander. Impulse aus Ansprachen zur kirchlichen Trauung. München 2015, 122 S.